# Billy Row
Billy Row är en by i kommunen Durham i grevskapet Durham i England. Byn är belägen 11,8 km 
från Durham. Orten har 1 519 invånare (2015).